# Župa Biokovska
Župa Biokovska ist eine Siedlung bei Zagvozd in der Gespanschaft Split-Dalmatien. 

## Kultur
Im Ort steht eine Kirche des heiligen Johannes (16. Jahrhundert) mit Standbildern des heiligen Johannes und der Maria (19. Jahrhundert) sowie Reliquien des heiligen Georg.
Die Einwohner pflegen das Ganga-Singen und eine spezifische Štokavisch-Ikavische Lokalsprache.

## Bekannte Personen
- Josip Roglić (1906–1987), Geograph
- Vladimir Luetić (1927–2000), Mediziner